# Xiriâna jezik
Xiriâna jezik (ISO 639-3: xir), danas možda izumrli jezik Xiriâna Indijanaca sa sjevera brazilske države Amazonas u blizini granice s Venezuelom. Ne smije se brkati s jezikom ninam (xirianá) [shb] iz porodice chirianan.
Etnička populacija iznosila je 903 (2000 WCD). Xiriâna jezik vodi se kao neklasificiran unutar velike porodice arawak.

## Malenirječnik
hrvatski/engleski/francuski/španjolski 	Xiriana
- sunce/Sun/Soleil/Sol... Áyer
- voda/Water/Eau/Agua... Úni
- vatra/Fire/Feu/Fuego... Pái
- kuća/House/Maison/Casa... Páinti
- glava/Head/Tete/Cabeza... Nukiwída
- šaka/Hand/Main/Mano... Nunái
- kukuruz/Corn/Mais/Maiz... Makanáu.[2]

## Vanjske poveznice
- Ethnologue (14th)
- Ethnologue (15th)